# Имплантат сетчатки
 Имплантат сетчатки  — класс биомедицинских технологий, способных заменить собой сетчатку человеческого глаза в случае её повреждения или дисфункции. В настоящее время имплантаты сетчатки разрабатываются рядом частных компаний и научно-исследовательских институтов по всему миру. Имплантат предназначен для частичного восстановления полезного зрения людям, потерявшим зрение из-за дегенеративных заболеваний глаз, таких как пигментный ретинит или макулярная дегенерация. В клинических испытаниях в настоящее время находятся три типа имплантатов сетчатки: эпиретинальные имплантаты (на сетчатке), субретинальные имплантаты (позади сетчатки), и супрахориоидальные имплантаты (выше сосудистой оболочки). Имплантаты сетчатки предоставляют пользователю возможность видеть с низким разрешением с помощью электрической стимуляции сохранившихся клеток сетчатки. Такие изображения могут быть достаточными для восстановления некоторых визуальных способностей, таких как восприятие света и распознавание объектов.
Имплантат сетчатки Argus II получил признание на рынке в США в феврале 2013 года и в Европе в феврале 2011 года, став первым одобренным имплантатом. Устройство может помочь взрослым с пигментным ретинитом, которые потеряли способность воспринимать формы и движения, чтобы быть более мобильными и выполнять ежедневные мероприятия. Субретинальное же устройство, известное как имплантат сетчатки, первоначально было разработано в Германии. Оно завершило многоцентровые клинические исследования в Европе и было увенчано CE маркировкой в 2013 году, что делает его первым беспроводным субретинальным устройством, которое может получить
признание на рынке.

## История
Фёрстер первым открыл, что электрическая стимуляция в затылочной коре может быть использована для создания визуальных восприятий, фосфенов. Первый имплантируемый стимулятор для восстановления зрения был разработан докторами Брайндли (англ. Brindley) и Левиным (англ. Lewin) в 1968 году. Этот эксперимент продемонстрировал жизнеспособность создания визуальных восприятий с помощью прямой электрической стимуляции, и это побудило к созданию других имплантируемых устройств для стимуляции зрительного пути, в том числе имплататов сетчатки. Устройства стимуляции сетчатки стали объектом исследований, так как примерно половина всех случаев слепоты вызваны повреждением сетчатки. Развитие имплататов сетчатки было также частично мотивировано продвижением и успехом кохлеарных имплантатов, который продемонстрировал возможность восстановления значительной сенсорной функции при ограниченной входной информации.

## Кандидаты
Оптимальными кандидатами для применения имплантатов сетчатки глаза являются такие заболевания сетчатки, как пигментный ретинит или возрастная макулярная дегенерация. Эти болезни приводят к слепоте, влияя на фоторецепторные клетки в наружном слое сетчатки, оставляя внутренний и средний слои сетчатки без изменений. Как минимум, у пациента должен быть нетронутый слой ганглиозных клеток для того, чтобы быть кандидатом для имплантации. Это может быть выявлено неинвазивным использованием оптической когерентной томографии (ОКТ). Другие факторы, в том числе количество остаточного зрения также учитываются при определении кандидатов на имплантацию сетчатки. У пациентов с возрастной макулярной дегенерацией, которые могут иметь неповреждённое периферическое зрение, имплантаты сетчатки могут привести к гибридной форме зрения. В этом случае имплантат будет дополнять оставшееся периферическое зрение к центральной зрительной информации.

## Типы имплантатов сетчатки
Есть два основных типа имплантатов сетчатки. Эпиретинальные имплантаты помещают во внутреннюю поверхность сетчатки, а субретинальные имплантаты помещают между внешним слоем сетчатки и пигментным эпителием сетчатки.

### Эпиретинальные имплантаты

#### Принципы проектирования
Эпиретинальные имплантаты расположены на внутренней поверхности сетчатки, непосредственно стимулируя ганглиозные клетки в обход всех других слоев сетчатки. Эпиретинальные имплантаты состоят из кремниевой пластины с массивом платиновых электродов, установленного на внутреннем слое сетчатки. Массив стабилизируется с помощью микрогвоздей, с небольшим механическим давлением со стороны стекловидного тела. Эпиретинальный имплантат требует внешнюю камеру для получения изображений. Камера получает изображение окружающей среды, обрабатывает изображение и передает информацию об изображении на имплантированную электродную решетку по беспроводному каналу телеметрии. Внешний передатчик также требуется, чтобы обеспечить непрерывное питание имплантата с помощью радиочастотной индукции или инфракрасных лазеров. Внешняя камера и чип обработки изображения, как правило, устанавливается на очки пациента. Обработка изображений включает в себя снижение разрешения изображения и преобразования изображения в пространственный и временной шаблоны стимуляции, для активации соответствующих клеток сетчатки.

#### Преимущества
Эпиретинальные имплантаты имеют то преимущество, что они обходят большую часть сетчатки, перекрывая функцию ганглиозных клеток во внутреннем слое сетчатки. Таким образом, эпиретинальные имплантаты могут обеспечить зрительное восприятие у людей с заболеваниями сетчатки, выходящими за пределы фоторецепторного слоя. Большинство электроники может поддерживать связанные с ней внешние компоненты, что позволяет снизить размеры имплантата и делать простые обновления без дополнительной операции. Внешняя электроника также позволяет врачу иметь полный контроль над обработкой изображений и адаптировать обработку для каждого пациента. Кроме того, специфика расположения эпиретинальных имплантатов позволяет стекловидному телу служить в качестве теплоотвода для имплантата.

#### Недостатки
Основным недостатком эпиретинальных имплантатов является необходимость внешнего устройства, которое может быть громоздким для носки. Внешняя камера также вынуждает субъекта делать движение головой при изменении направления взгляда. Эпиретинальные имплантаты могут стимулировать не только ганглиозные клетки, но и близлежащие аксоны, которые могут быть связаны с другими ретинотопными областями. Это может привести к слегка искаженной стимуляции шаблона, которая должна быть исправлена при электронной обработке. Кроме того, стимуляция слоя ганглиозных клеток требует более сложных методов обработки изображений для того, чтобы учесть обычную обработку, связанную с обойденными слоями сетчатки. В то время как эпиретинальный имплантат может быть стабилизирован давлением стекловидного тела, может потребоваться дополнительная механическая фиксация с использованием микрогвоздей.

#### Клинические исследования
Первый эпиретинальный имплантат, ARGUS, включал в себя кремниевую пластину с массивом из 16 платиновых электродов. Фаза I клинических испытаний ARGUS началась в 2002 году имплантацией устройства шести участникам. Все пациенты сообщили о увеличении яркости и дискретизации фосфенов, у некоторых больных отмечалось значительное улучшение зрительной функции с течением времени. Будущие версии ARGUS разрабатываются для все более плотных матриц электродов, что позволяет улучшить пространственное разрешение. Самое недавнее устройство ARGUS II содержит 60 электродов, и 200 электродное устройство находится в стадии разработки офтальмологов и инженеров в USC Eye Institute. ARGUS II получило маркетинговую аттестацию в феврале 2011 года (CE Mark демонстрирует безопасность и производительность) и оно доступно в Германии, Франции, Италии и Великобритании. Промежуточные результаты долгосрочных исследований на 30 пациентах были опубликованы в Ophthalmology in 2012. Argus II получил одобрение от FDA США 14 апреля 2013 года. FDA Approval Boston Subretinal Implant Project разработала также ряд итераций функциональных эпиретинальных имплантатов, и сосредоточилась на анализе функций имплантатов.Другое эпиретинальное устройство, обучаемый имплантат сетчатки, было разработано IIP technologies GmbH, и начало проходить клинические испытания. Четвертое эпиретинальное устройство, EPI-RET, было разработано и начались клинические испытания у шести пациентов. EPI-RET содержит 25 электродов и требует замены хрусталика на чип приёмника. Все субъекты продемонстрировали способность к различению разных пространственных и временных форм стимуляции.

### Субретинальные имплантаты

#### Принципы проектирования
Субретинальные имплантаты находятся на внешней поверхности сетчатки, между слоем фоторецепторов и пигментным эпителием сетчатки, непосредственно стимулируя клетки сетчатки, опираясь на обычную обработку внутренним и средним слоями сетчатки. Приклеить субретинальный имплантат в этом месте относительно просто, так как имплантат механически ограничен расстоянием между наружным слоем сетчатки и пигментным эпителием сетчатки. Субретинальный имплантат состоит из кремниевой пластины, содержащей светочувствительные микрофотодиоды, которые генерируют сигналы непосредственно от входящего света. Падающий свет, проходящий через сетчатку генерирует токи в микрофотодиодах, которые непосредственно впрыскивают результирующий ток в основные клетки сетчатки с помощью массива мультиэлектродов. Структура микрофотодиодов активируется падающим светом, следовательно, стимулирует типы биполярных, горизонтальных, амакриновых и ганглиозных клеток, что приводит к визуальному восприятию исходного падающего изображения. В принципе, субретинальные имплантаты не требуют какого-либо внешнего оборудования сверх имплантированного микрофотодиодного массива. Тем не менее, некоторые субретинальных имплантаты требуют питания от внешней схемы усиления сигнала изображения.

#### Преимущества
Субретинальный имплантат имеет некоторые преимущества по сравнению с эпиретинальным имплантатом в плане простоты его разработки. Получение световой картины, её обработка и стимуляция — всё осуществляется микрофотодиодами, установленными на одном чипе, в отличие от эпиретинального имплантата, требующего внешней камеры, чипа обработки, и имплантирования множества электродов. Субретинальное размещение также упрощает дело, так как размещает стимулирующий массив в непосредственной близости от повреждённых фоторецепторов. Опираясь на функции остальных слоёв сетчатки, субретинальные имплантаты позволяют нормальную внутреннюю обработку сетчатки, в том числе усиление, что приводит к снижению общего порога негативной реакции. Кроме того, субретинальные имплантаты позволяют перемещать взор посредством обычных движений глаз. Ретинотопическая стимуляция с субретинальных имплантатов изначально более точна, так как картина падающего света на микрофотодиоды является прямым изображением. Субретинальные имплантаты требуют минимальную фиксацию, поскольку субретинальное пространство механически ограничено и пигментный эпителий сетчатки создает отрицательное давление в пределах субретинального пространства.

#### Недостатки
Основным недостатком субретинальных имплантатов является требовательность достаточности уровня падающего света для нормальной работы микрофотодиодов. Таким образом, субретинальные имплантаты часто включают внешний источник питания для усиления эффекта падающего света. Компактный характер субретинального пространства накладывает существенные ограничения на размер имплантата. Близость между имплантатом и сетчаткой также увеличивает возможность термического повреждения сетчатки от тепла, выделяемого имплантатом. Субретинальные имплантаты требуют неповреждённости внутреннего и среднего слоев сетчатки, и, следовательно, не пригодны для заболеваний сетчатки, выходящих за внешний слой фоторецепторов. Кроме того, потеря фоторецепторов может привести к образованию мембраны на границе повреждённых фоторецепторов, которая, в свою очередь, может препятствовать стимуляции и увеличению порога стимуляции.

#### Клинические исследования
Optobionics была первой компанией, разработавшей субретинальный имплантат и проверку в клинических испытаниях. В первых сообщениях говорилось, что процедура имплантации безопасна, и всеми участниками испытаний было отмечено мягкое улучшение зрительной функции и частичное возвращение восприятия света. Текущая версия этого устройства была имплантирована 10 пациентам, каждый из которых сообщил об улучшении в восприятии визуальных деталей, в том числе контраста, формы и движения. Компанией Retina Implant AG в Германии был также разработан субретинальной имплантат, который прошёл клинические испытания у девяти пациентов. Опыты были отложены из-за неудач и провалов. Устройство Retina Implant AG содержит 1500 микрофотодиодов, что позволяет повысить пространственное разрешение, но требует внешнего источника питания. Retina Implant AG сообщил 12 месячные результаты по исследованию в Alpha IMS study в феврале 2013, показав, что шесть из девяти пациентов имели отказы устройства в течение девяти месяцев после имплантации,
Proceedings of the royal society B и что пять из восьми субъектов сообщили о различных импланто-опосредованных зрительных восприятиях в повседневной жизни. У одного было повреждение зрительного нерва и он не воспринимал стимуляции. . Результаты всех клинических испытаний на сегодняшний день показывают, что пациенты, получившие субретинальные имплантаты, сообщают о восприятии фосфенов, некоторые набирают способность к выполнению основных визуальных задач, таких как распознавание формы и обнаружения движения.

## Пространственное разрешение
Качество зрения, ожидаемое от имплантата сетчатки, в значительной степени основано на максимальном пространственном разрешении имплантата. Текущие прототипы имплантатов сетчатки способны обеспечить низкое разрешение пикселизации изображения.
«Современное состояние» имплантатов сетчатки включает 60-100 каналов, что является достаточным для распознавания объектов и повседневной деятельности. Тем не менее, моделирование полученных пикселизированных изображений не позволяет считать, что все электроды имплантата находятся в контакте с желаемой клеткой сетчатки. Таким образом, ожидается, что пространственное разрешение в этом случае, ещё ниже, так как некоторые из электродов не могут функционировать оптимально. Испытания чтением показали, что производительности 60 канального имплантата достаточно, чтобы частично восстановить способность чтения, но только при значительном увеличении текста. Подобные эксперименты, оценивающие степень навигационной возможности пикселизированных изображений показали, что 60 каналов было достаточно для опытных субъектов, в то время как неопытным требовалось 256 каналов. Этот эксперимент, следовательно, не только продемонстрировал функциональные возможности, предоставляемые визуальной обратной связью низкого разрешения, но и способность адаптироваться и улучшаться с течением времени. Тем не менее, эти эксперименты базируются лишь на моделировании слабого зрения у нормальных субъектов, а не клинических испытаний имплантированных пациентов. Число электродов, необходимых для чтения или комнатной навигации у имплантированных субъектов, может отличаться, и должно быть проведено дальнейшее тестирование среди данных пациентов для определения требуемого пространственного разрешения для конкретных визуальных задач.
Результаты моделирования показывают, что 600—1000 электродов потребуется для того, чтобы можно было выполнять широкий спектр задач, в том числе чтение, распознавание лиц, и навигацию по комнатам. Таким образом, имеющееся пространственное разрешение имплантатов сетчатки необходимо увеличить в 10 раз, в то время как разрешение существующих имплантатов слишком мало для того, чтобы восстановить в достаточной степени зрительные функции для этих задач.

## Текущий статус и перспективы развития
Клинические отчёты на сегодняшний день продемонстрировали переменный успех, все пациенты сообщают, по крайней мере, о некотором ощущении света от электродов, и меньшая часть о расширении зрительной функции, например, идентификация светлых и темных областей. Клинические отчёты показывают, что даже с низким разрешением, имплантаты сетчатки потенциально полезны в обеспечении некоторого подобия зрения людей, которые в противном случае не имели бы никакого. Остаётся неясной величина снижения уровня зрения, при использовании имплантатов сетчатки, чтобы сбалансировать риски, связанные с хирургической процедурой, особенно для пациентов с неповреждённым периферическим зрением. Некоторые другие аспекты имплантатов сетчатки должны быть рассмотрены в дальнейших исследованиях, в том числе долгосрочная стабильность имплантатов и нейропластичность сетчатки при длительной стимуляции.